# Sächsischer Weißer Diamant

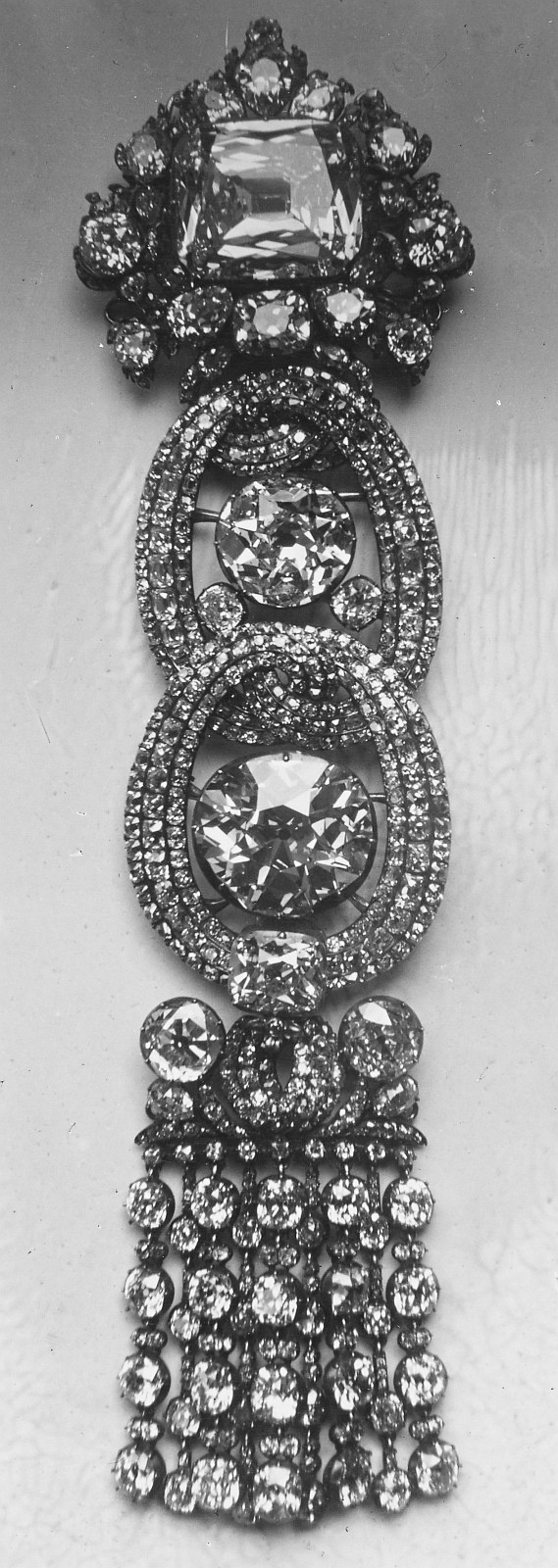
Epaulette mit dem „Sächsischen Weißen“

Der Sächsische Weiße Diamant, auch kurz Sächsischer Weißer oder Dresdner Weißer genannt, ist ein farbloser Diamant von außerordentlicher Größe, fast 50 Karat schwer, den August der Starke 1728 erwarb. Der Edelstein wurde später in die Epaulette einer Brilliantgarnitur eingearbeitet. Am 25. November 2019 wurde das Schmuckstück neben anderen beim Dresdner Juwelendiebstahl aus dem Juwelenzimmer des Historischen Grünen Gewölbes in Dresden gestohlen. Derzeit ist öffentlich nicht bekannt, wo der Dresdner Weiße sich befindet.

## Geschichte und Gemmologische Betrachtung
Der Edelstein wurde im Februar 1728 durch August den Starken von einem Hamburger Juwelier erstanden. Der Goldschmied André Jacques Pallard fertigte im Auftrag von Augusts Sohn und Nachfolger Friedrich August II. Anfang 1746 ein Kleinod des Ordens vom Goldenen Vlies. In dieses wurden neben dem Sächsischen Weißen auch der bekanntere Dresdner Grüne Diamant eingesetzt. Im Dezember 1768 zerlegte der Prager Juwelier Franz Michael Diespach Pallards Werk, da der junge Kurfürst Friedrich August III. nicht in den Orden vom Goldenen Vlies aufgenommen worden war und verwendete einen Teil für die Epaulette. Das Teilstück mit dem Sächsischen Weißen Diamanten wurde neben anderen Teilen des Brillantschmuckes jedoch zur Kreditaufnahme verpfändet, da der Dresdner Hof nach der Niederlage im Siebenjährigen Krieg zur Kontributionszahlung ans Königreich Preußen gezwungen worden war.
Als die verpfändeten Preziosen wieder verfügbar geworden waren, brachte Christian August Globig die Epaulette in die Form, in der sie bis zum 24. November 2019 im Juwelenzimmer des Historischen Grünen Gewölbes zu sehen war. Bei einem Einbruchdiebstahl wurde am 25. November 2019 neben anderen Preziosen auch die Epaulette aus der Brilliantgarnitur mit dem Sächsischen Weißen gestohlen.
Seitdem Pallard den Diamanten 1746 in das Vlies eingearbeitet hat, gab es keine Möglichkeit mehr, das Gewicht des ungefassten Diamanten präzise zu messen. Daher existieren leicht abweichende Gewichtsangaben von 49,71 ct und 49,84 ct.
Der Mineraloge Siegfried Rösch untersuchte im April 1925 die Diamanten des Grünen Gewölbes und beschrieb den Sächsischen Weißen Diamanten später folgendermaßen:

„[…]; bemerkenswert ist auch der Schliff des rechteckigen Brillianten (49,71 Karat) […]. Auf die achteckige Tafel des ziemlich flachen Steines ist eine stumpfe vierseitige Pyramide aufgesetzt, welche gute Wirkung ausübt […].“